# Španska avtonomna skupnost
Avtonomna skupnost ((špansko comunidad autónoma), baskovsko autonomia erkidegoa, katalonsko comunitat autònoma, galicijsko comunidade autónoma, okcitansko comunautat autonòma, aragonsko comunidat autonoma, astursko comunidá autónoma) je geografska in politična enota v Španiji. Obstaja sedemnajst avtonomnih skupnosti in dve avtonomni mesti na severu Afrike, Ceuta in Melilla, ki imata podoben status kot avtonomne skupnosti.
Španija je od začetka 19. stoletja upravno razdeljena na pokrajine (provincias). Te so skozi zgodovino delovale kot upravne enote in izpostave centralne vlade, a so (z izjemo Navare in ostalih treh baskovskih pokrajin) uživale zelo omejeno samoupravo. V obdobju tranzicije od diktatorskega režima (frankizem) k demokraciji je Španija opustila tradicijo centralizirane države in postopoma oblikovala t. i. »državo avtonomij« (estado de autonomías): posebno upravno-politično ureditev na pol poti med federacijo in decentralizirano unitarno državo. Samoupravne enote, ki so sestavljene iz ene ali več pokrajin, se imenujejo »avtonomne skupnosti« (comunidades autónomas).
V obdobju tranzicije se je uveljavil politični konsenz, da je potrebno narodnim in jezikovnim manjšinam (Baski, Katalonci, Galičani) omogočiti obnovitev široke avtonomije, ki so jo uživali v obdobju republike. Obenem so se tudi v nekaterih drugih delih države, predvsem v Valenciji, na Kanarskih otokih in v Andaluziji, oblikovala močna politična gibanja, ki so za svoje dežele zahtevala podobno avtonomijo. Ker sporazum v smeri preobrazbe Španije v federalno državo ni bil mogoč, je obveljala kompromisna rešitev: Španija je še naprej ostala razdeljena na 50 pokrajin, ki pa so se smele samostojno povezati v avtonomne skupnosti.
Ustava iz leta 1978 je predvidela dva postopka oblikovanja avtonomnih skupnosti: hitrega in običajnega. Do hitrega postopka so bile upravičene tri skupnosti, ki jim je ustava priznala status narodnosti (nacionalidad): Baskija, Katalonija in Galicija. Kasneje je z referendumom pravico do hitrega postopka pridobila tudi Andaluzija. Navara, ki je kot edina pokrajina uživala določeno samoupravo že pod frankizmom, je k avtonomiji pristopila s posebnim zakonom (t. i. Ley de amejoramiento foral). Baskija je avtonomijo dosegla leta 1979, Katalonija leta 1980 ter Galicija in Andaluzija leta 1981. Njihovemu zgledu so sledile tudi ostale regije, tako da je Španija - v nasprotju z začetnimi predvidevanji - od sredine osemdesetih let povsem razdeljena na avtonomne skupnosti.
Pristojnosti avtonomnih skupnosti ureja avtonomni statut (estatuto de autonomía), ki ga mora potrditi španski parlament (in v skupnostih, ki so avtonomijo dosegle po hitrem postopku, tudi lokalno prebivalstvo na referendumu). Posamezne avtonomne skupnosti imajo zelo različne stopnje avtonomije, vendar precej podobno notranjo politično ureditev: vsaka ima svoj parlament in vlado s predsednikom. 
Stopnja avtonomije posameznih skupnosti je različna iz treh razlogov: 
1.) zaradi različnega ustavnega statusa. Štirim »zgodovinskim skupnostim« (trem »narodnostim« in Andaluziji) ustava priznava poseben status. Baskiji in Navari ustava poleg tega priznava še t. i. »zgodovinske pravice«, na podlagi katerih uživata zelo široko avtonomijo tudi na finančnem in fiskalnem področju (t. i. concierto económico vasco-navarro). 
2.) zaradi procesa devolucije. Španska ustava predvideva, da lahko centralna vlada katerokoli svojo pristojnost (razen tistih, ki jih ustava izrecno nalaga državi: skrb za enakost pred zakonom, obramba, zunanja politika, itd.) prenese na posamezne avtonomne skupnosti. V praksi je ta proces devolucije odvisen od pogajanj med osrednjo vlado in avtonomnimi skupnostmi. Nekatere regionalne, nacionalistične in separatistične stranke so v zameno za podporo posameznim državnim vladam dosegle številne prenose pristojnosti.
3.) zaradi prevzema pokrajinskih pristojnosti. Skupnosti, ki so sestavljene iz ene same province (Asturija, Kantabrija, La Rioja, Navara, Murcia, Baleari in Madrid) poleg pristojnosti, določenih v svojih avtonomnih statutih, opravljajo tudi vse pristojnosti, ki bi jih po ustavi in zakonih sicer izvajali posamezni sveti provinc (diputaciones provinciales).
Med vsemi avtonomnimi skupnostmi je daleč največjo stopnjo avtonomije dosegla Baskija, sledita ji Katalonija in Navara. Prvi dve imata tudi lastno policijo (imenovani Ertzaintza in Mossos d'esquadra). Baskija in Katalonija sta poleg tega razvili svoj lastni sistem lokalne samouprave na nižjih stopnjah; katalonske oblasti (katalonske avtonomne institucije so združene pod imenom Generalitat de Catalunya) skušajo pri tem zaobiti delitev na pokrajine, kot jo določa španska ustava.
Izraz »avtonomna skupnost« je opisne narave in ni obvezujoč. Vsaka skupnost lahko sama izbere svojo ime. Večina avtonomnih skupnosti tudi uradno nosi ta naziv, razen:
- Asturije, ki se uradno imenuje »Kneževina Asturija« (Principado de Asturias);
- Murcie, ki se uradno imenuje »Murcijska regija« (Región de Murcia);
- Navare, ki se uradno imenuje »Navarska foralna skupnost« (Comunidad Foral de Navarra/ Nafarroako Foru Komunitatea);
- Valencije, ki se uradno imenuje »Valencijska skupnost« (Comunitat Valenciana), in je tudi edina, ki nima španskega uradnega imena;
- Madrida, ki se uradno imenuje »Madridska skupnost« (Comunidad de Madrid).